# Priorvespa directa
Priorvespa directa är en getingart som beskrevs av Carpenter 1990. Priorvespa directa ingår i släktet Priorvespa och familjen getingar. Inga underarter finns listade i Catalogue of Life.